# Druhy tkanin
Druhy tkanin jsou skupiny (nebo podskupiny), na které se podle různých kritérií dělí sortiment asi 1600 tkaných výrobků.

Známá jsou např. rozdělení podle:
- druhu použitých surovin : vlněné, hedvábné, směsové, uhlíkové,[2] kovové[3]

- technologie výroby použitých přízí: bavlnářské, vlnařské, lnářské, hedvábnické [4]
- vybavení: jednobarevné, pestrobarevné, bělené, počesávané, vlasové, potištěné, [1]

- oblasti použití: košiloviny, podšívkoviny, obvazové tkaniny, záclonoviny, tkaniny na ložní prádlo [1]
- obchodního označení: V české odborné literatuře z 80. let 20. století se uvádí asi 200 názvů oděvních a bytových textilií používaných zejména v obchodním styku, např.:

batist, cirkas, damašek, flanel, krepdešín, melton, šanžán atd.  Asi o 20 let později se k nim přiřadily např. názvy: lycra, goretex, nová syntetika aj. 